# Clastopus vestitus
Clastopus vestitus är en korsblommig växtart som först beskrevs av Nicaise Auguste Desvaux, och fick sitt nu gällande namn av Pierre Edmond Boissier. Clastopus vestitus ingår i släktet Clastopus och familjen korsblommiga växter. Inga underarter finns listade i Catalogue of Life.